# Podbielskiallee (Berlins tunnelbana)
Podbielskiallee en station på linje U3 i Berlins tunnelbana. Stationen öppnades 1913. 
Stationen byggdes som del i Wilmersdorf-Dahlemer-Untergrundbahn mellan Wittenbergplatz och Thielplatz som öppnade för trafik 1913.

## Galleri

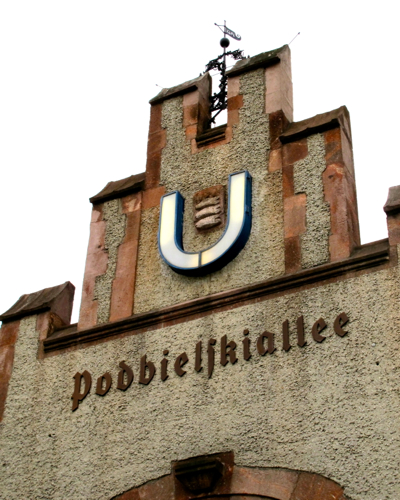
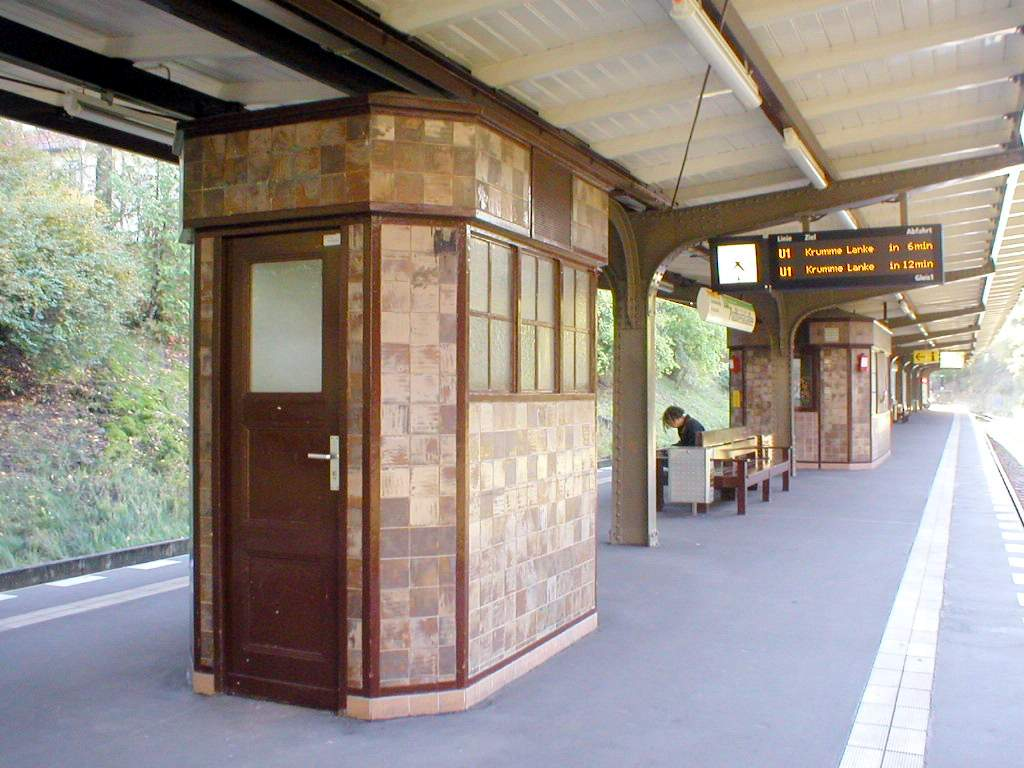
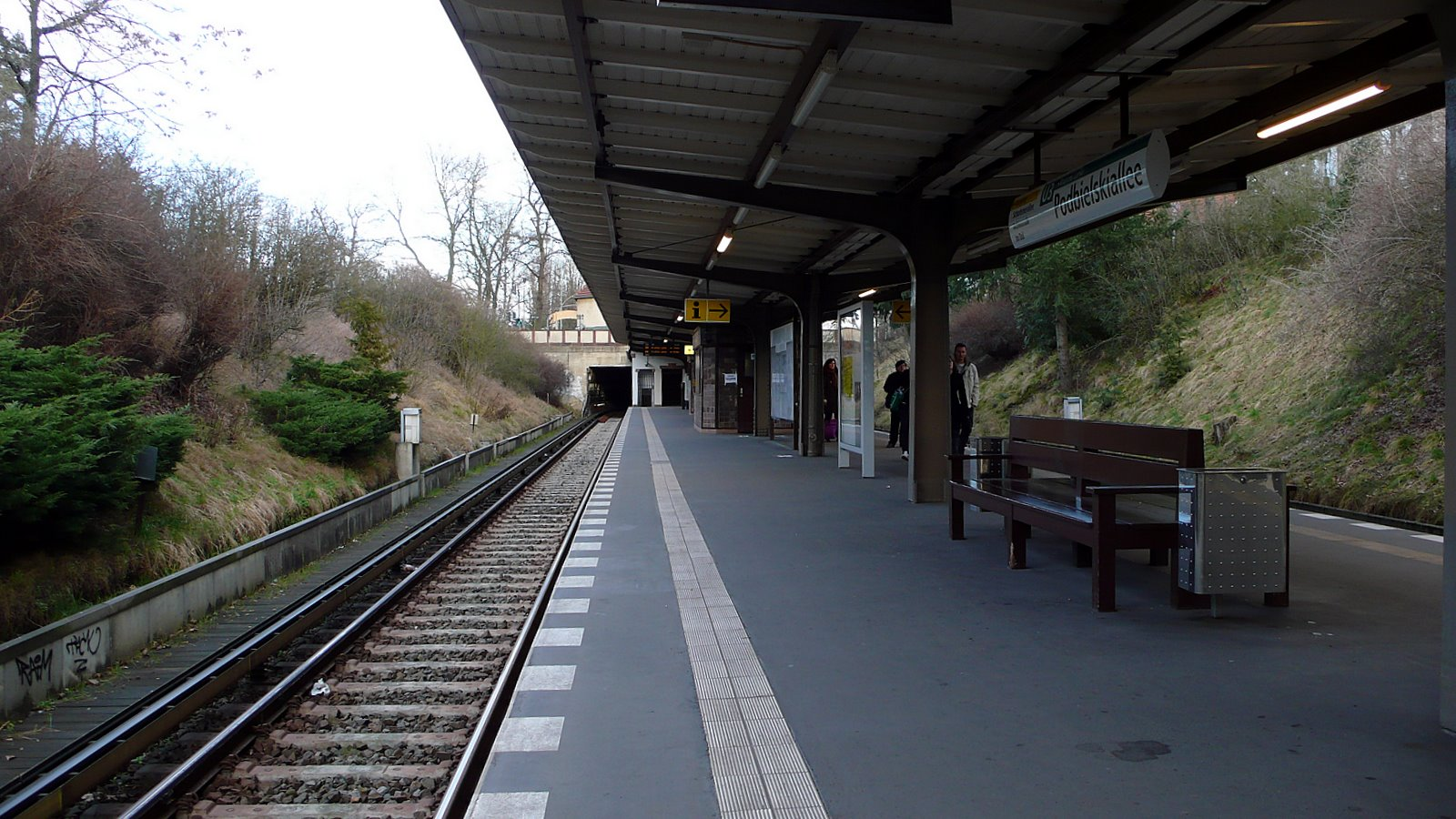